# Mercato cash
Il mercato cash è il mercato finanziario dove avviene il regolamento delle operazioni a pronti, e quindi compravendite regolate a 3 giorni.
All'aumentare dell'efficienza del mercato diminuisce il tempo di regolamento. Questo è importante, perché in ogni operazione c'è un rischio di controparte: colui che paga ha il rischio di non ricevere i titoli, l'altro di non ricevere i soldi. Riducendo il tempo fra la transazione e la sua regolazione si riduce la probabilità che una delle controparti non mantenga l'impegno.
I mercati cash si contrappongono ai mercati derivati.